# نونو مانويل سواريس غوميز
نونو مانويل سواريس غوميز (بالبرتغالية: Nuno Manuel Soares Gomes‏) (21 مايو 1980 في البرتغال - ) هو لاعب كرة قدم برتغالي في مركز الهجوم. لعب مع أتليتيكو كلوب دي برتغال وريال سبورت كلوب ومافرا ونادي بريميرو دي أغوستو ونادي فاتيما وأتلتيكو كاسا بيا وFC Progresul București ‏ وC.D. Pinhalnovense ‏ ونادي تشافيس.

## وصلات خارجية
- نونو مانويل سواريس غوميز على موقع قاعدة بيانات كرة القدم.إي يو (الإنجليزية)
- نونو مانويل سواريس غوميز على موقع Soccerway.com (الإنجليزية)